# Vila

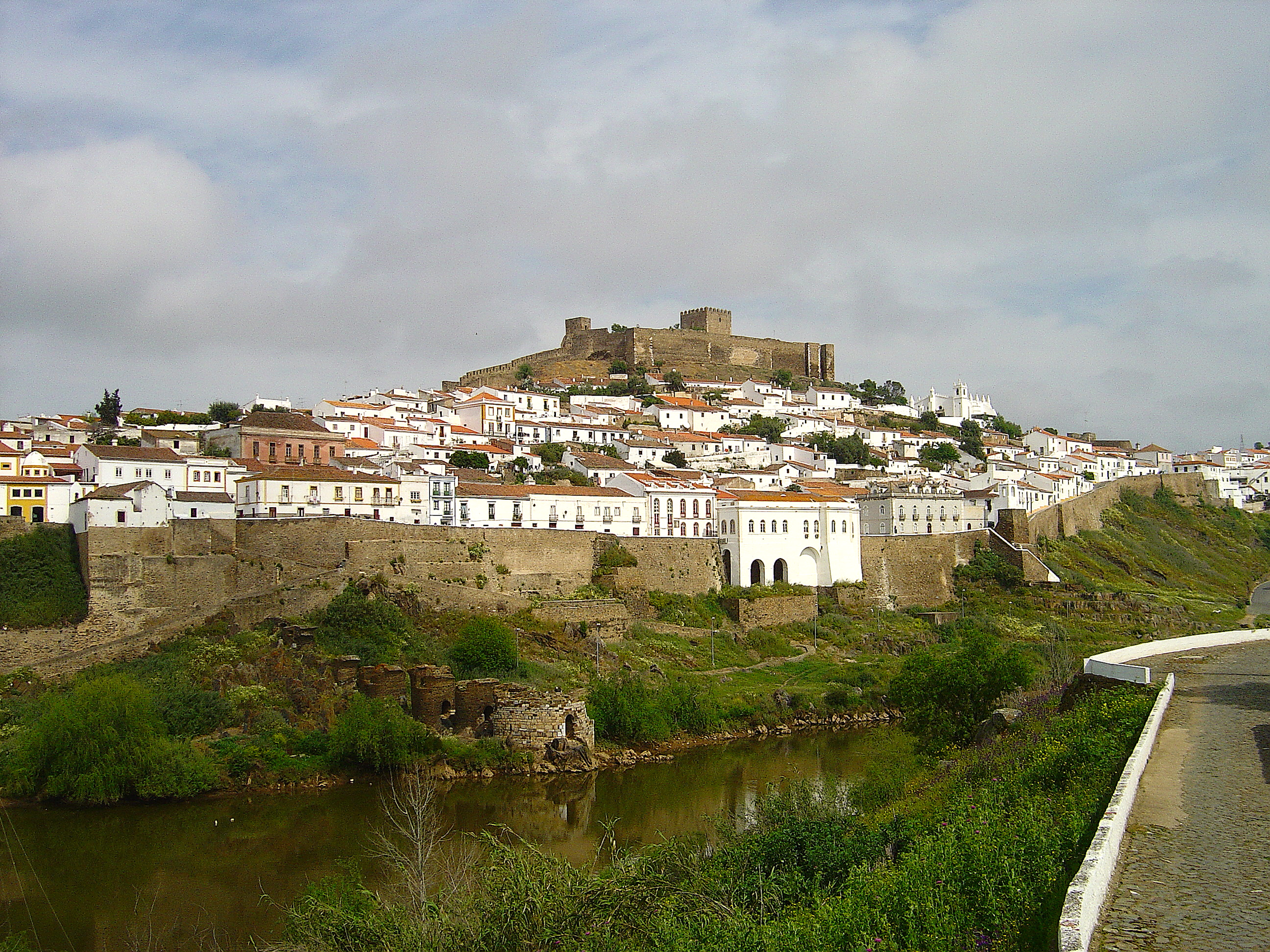
A vila de Mértola, sede da freguesia e do município homónimos.

Vila é um aglomerado populacional de tamanho intermédio entre a aldeia e a cidade, dotado de uma economia quase autossuficiente, sendo o que caracteriza a passagem de aldeia para vila o facto de o setor terciário (comércio e serviços) ter uma importância relevante e lhe proporcionar alguma autossuficiência económica. Como povoação que ainda não atingiu a categoria de cidade, uma vila pode ser em Portugal sede da freguesia e sede do município onde está implantada, correspondendo assim a uma povoação com importância económica, social e cultural a que foi dada a categoria intermédia entre aldeia e cidade.
Antigamente, na Época romana e depois na Idade Média, o termo "vila" tinha a conotação de residência campestre ou solar tal como é ainda hoje villa em espanhol, francês, italiano, alemão ou até norueguês.

## Portugal
Tipicamente, em Portugal, as vilas têm entre 1 000 e 10 000 habitantes, mas motivos históricos e flutuações populacionais criaram várias exceções a esta regra. Atualmente, a criação de novas vilas (a elevação de uma povoação à categoria de vila) encontra-se definida pela Lei n.º 24/2024, de 20 de fevereiro (anteriormente pela Lei nº 11/82, de 2 de Junho, que foi revogada) que, salvo quando há "importantes razões de natureza histórica, cultural e arquitetónica", estabelece que uma povoação só pode ser elevada a vila se tiver:
- Mais de 3000 eleitores, em aglomerado populacional contínuo, e pelo menos dois terços das seguintes instituições ou equipamentos coletivos:
- Serviços públicos da administração central ou local prestados presencialmente com caráter permanente à população;b) Centro de saúde;
- Farmácia;
- Respostas sociais, designadamente à infância, a idosos e a pessoas com deficiência;
- Estabelecimento de ensino básico ou secundário;
- Associações culturais ou recreativas historicamente enraizadas;
- Pavilhão desportivo ou equipamento de desportos coletivos de prática informal;
- Estabelecimento de prestação de serviços postais;
- Agência bancária;
- Estabelecimentos de restauração ou empreendimentos turísticos;
- Parques ou jardins públicos de utilização pública;
- Património cultural classificado de interesse municipal, público ou nacional.

Em Portugal (2019) existiam 581 povoações com a categoria de vila.
A maioria das vilas em Portugal são sedes da autarquia administrativa em que se inserem, seja do município e/ou da freguesia.
Note-se que várias cidades e aldeias podem ter no seu topónimo a palavra "Vila" e não ter esse estatuto, muitas vezes herdada das villas rurais medievais, herdeiras das villas romanas, ou das vilas novas medievais. Por exemplo, Vila Real tem a categoria de cidade, enquanto diversas aldeias do seu concelho incluem no seu topónimo a palavra "Vila" (Vila Cova, Vila Marim, Vila Meã, Vila Nova, Vila Seca).
Presentemente a vila mais populosa de Portugal é Algueirão-Mem Martins, com cerca de 100 000 habitantes. Outras vilas com mais de 25 000 habitantes são: Rio de Mouro, Corroios, Cascais, Oeiras, Águas Santas, Paço de Arcos e Sintra.
A vila de Ponte de Lima orgulhosamente ainda hoje pretende manter esse estatuto, apesar de há muito ter dimensão e condições de ascender a cidade, por ter sido historicamente a primeira a ascender a essa condição municipal.
A heráldica dos aglomerados urbanos portugueses reflete a diferença entre cidades, vilas e aldeias, com o brasão de armas de uma cidade encimado por uma coroa com 5 torres, de uma vila com 4 ou de uma aldeia com 3. Essa diferença entre cidades e vilas ainda está em uso em outros países lusófonos, enquanto no Brasil já não se usa desde a década de 1940.

## Brasil
Por ter adotado um sistema administrativo diferente do de Portugal, o termo "vila" não possui valor político-administrativo no Brasil, sendo mais usado no sentido informal. No entanto, para fins de estatística, o IBGE – Instituto Brasileiro de Geografia e Estatística adota em seu glossário a definição de "vila" como uma localidade com o mesmo nome do distrito a que pertence (sede distrital) e onde está sediada a autoridade distrital, excluindo-se os distritos das sedes municipais.
No Brasil colonial, as povoações eram elevadas a vilas, e essas a cidades, de acordo com o sistema português. Por exemplo, em 1560, São Paulo foi elevada à categoria de vila.
No Brasil durante muito tempo, a data correta da fundação de municípios antes da Proclamação da República era o dia da criação da vila. Com a vila o arraial ou a freguesia adquiria a sua autonomia político-administrativa, passando a constituir uma câmara de vereadores, com direito de cobrar impostos, e baixar "posturas" que eram espécies de leis municipais, recebia ainda um juiz de fora, pelourinho e cadeia pública. 
O título de cidade, durante o início da era colonial, era de caráter honorífico e pouco acrescentava em termos de organização política e administrativa. Unicamente a presença da câmara indicava a existência da célula político-administrativa. A primeira vila do Brasil foi São Vicente, onde está, portanto, a câmara municipal mais antiga. 
Por isto, hoje, equivocadamente, muitos municípios brasileiros criados no período imperial ou durante a colonização portuguesa comemoram o dia da sua fundação como sendo o dia em que foram elevados a cidade, o que não é correto, na verdade alcançaram autonomia política no dia da criação da vila.
O Brasil continuou seguindo o modelo administrativo português após a independência do país, sendo utilizado durante o período imperial e no início do período republicano.  No entanto, o Decreto-Lei nº 311 de 2 de março de 1938, em seu artigo 3º, definiu que a sede dos municípios passariam à categoria de cidade e dar-lhe-ia o nome e no artigo 4º, os distritos designar-se-iam pelo nome de suas respectiva sedes, e se não fossem sedes de município, teriam a categoria de vila.
No Brasil, o município é a menor unidade político-administrativa existente, sendo todo o território nacional dividido em municípios (à exceção do Distrito Federal e do distrito estadual de Fernando de Noronha (Pernambuco). O município é a área territorial total administrada por uma prefeitura e o conjunto de vereadores. Eles podem contar inclusive, com vários distritos em seu território, sendo que somente o distrito-sede teria a categoria de cidade. Os distritos que não fossem sede de município não seriam chamados de cidade, mas poderiam ser chamados informalmente de aldeia ou vila. Um município, como já dissemos, pode ter vários distritos. Porém somente o distrito-sede (a cidade) teria autonomia municipal, enquanto os demais distritos não possuiriam autonomia municipal, ou seja, não seriam emancipados. Por exemplo, é somente a partir de 12 de novembro de 1995 que Armação dos Búzios pode ser considerada oficialmente uma cidade, pois foi neste ano em que se tornou distrito-sede de um município, antes dessa data Armação dos Búzios seria um distrito (vila) do Município de Cabo Frio.
Atualmente no Brasil, o termo "vila" também pode designar um conjunto de casas individuais, construídas em um terreno contínuo com uma entrada única e uma alameda (às vezes denominada "avenida") ou espécie de pequena praça em comum. Nos endereços de correspondência as vilas são designadas por um número único e cada casa é numerada (em algarismos indo-arábicos ou romanos) ou identificada por letra (A, B, C, D...).
Na cidade de São Paulo existem muitos bairros chamados "Vilas", sem uma regra específica, podendo ir desde bairros predominantemente residenciais com comércio local, como Vila Matilde e Vila Formosa, até polos empresariais de padrão internacional, como a Vila Olímpia. Em algumas outras cidades o nome é usado em alguns bairros de classe média, como Vila Isabel e Vila Valqueire, ambas no Rio de Janeiro. Em alguns lugares, como em Curitiba, o conjunto de vilas (no sentindo de conjunto de casas individuais) é denominado bairro. No Rio Grande do Sul o termo é usado como sinônimo de favela.